# Allosuctobelba malakipinae
Allosuctobelba malakipinae är en kvalsterart som först beskrevs av Corpuz-Raros 1979.  Allosuctobelba malakipinae ingår i släktet Allosuctobelba och familjen Suctobelbidae. Inga underarter finns listade i Catalogue of Life.